# Hökafältets naturreservat
Hökafältet är ett naturreservat i Laholms socken i Laholms kommun i Halland.
Reservatet är 417 hektar stort och har varit skyddat sedan 1972/2009. Området ingår i det större skyddade kustområde som benämns Laholmsbuktens sanddynsreservat och som ingår i Natura 2000. Det består av stora sanddyner som till stor del skogsplanterats för att motverka sandflykten. 

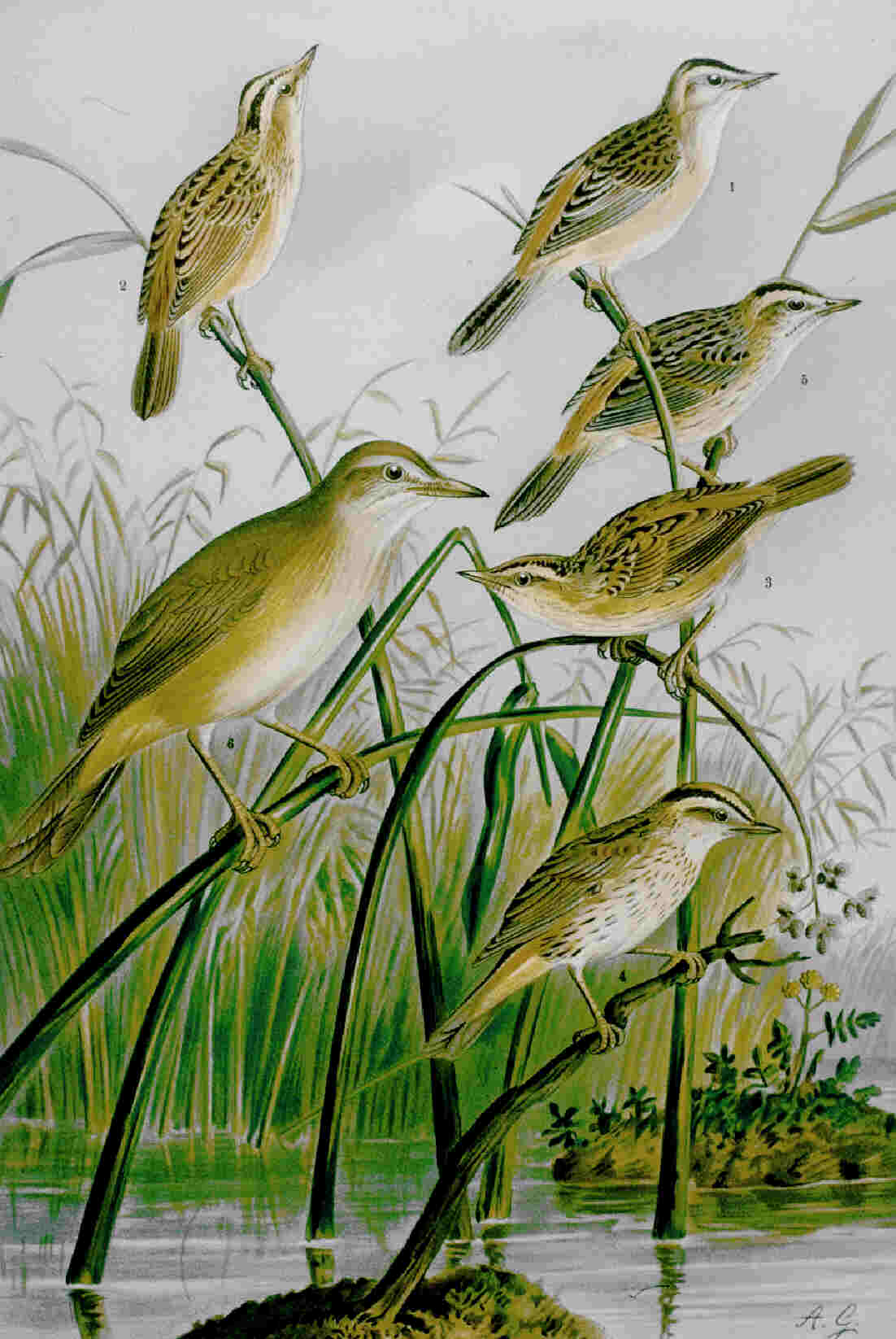
Sävsångare

Här norr om Mellbystrand erbjuder Hökafältets naturreservat härliga vandringar genom tallskog och på sandstränder. Längst i norr finns fuktiga strandängar med rikt fågelliv, bland annat gulärla, sävsångare och häger.
Havet finns i väster och Lagan i öster. I norr mynnar Lagan ut i havet och bildar laganoset.